# Detlev von Arnim-Kröchlendorff
Pour les articles homonymes, voir Famille Arnim et Arnim (homonymie).
Hans Detlev Abraham Otto von Arnim (-Kröchlendorff) (Berlin, 1878 ― idem, 1947) est un propriétaire terrien, haut dirigeant de l’Église protestante de l'Union prussienne, et homme politique allemand.

## Biographie
Les ascendances de Hans Detlev Abraham Otto von Arnim le rattachent à l’aristocratie prussienne : par son père, Hans von Arnim (1849–1899), capitaine de cavalerie de l’armée royale prussienne ; par sa mère, Catharina von Alvensleben (1851–1892), issue de la maison de Hundisburg (de) ; et par son grand-père, Oskar von Arnim-Kröchlendorff (1813–1903), membre, à partir de 1860, de la Chambre des seigneurs de Prusse, époux de Malwine von Bismarck (1827–1908), l’unique sœur du chancelier du Reich Otto von Bismarck.
Après des études secondaires au lycée de Putbus, il entama une carrière d’officier au 2e régiment de cuirassiers à Pasewalk. Il fit par ailleurs l’apprentissage tant théoretique que pratique de l’agriculture, à l’issue duquel il entreprit de mettre en valeur lui-même, à partir de 1904, son propre domaine à Kröchlendorff. Entre août 1914 et mars 1918 (date à laquelle il fut blessé), il participa comme combattant à la Première Guerre mondiale.
De 1913 à 1919, il fut membre du comité d’arrondissement de Potsdam.
Devenu capitaine de cavalerie de réserve, Detlev von Arnim administra, en qualité de Familienfideikommissherr (c'est-à-dire seul héritier d’un bien inaliénable, en droit prussien), ses domaines de Kröchlendorff (en possession de la famille depuis 1492) et de Mittenwalde (possession familiale depuis 1847), de Ruhhof et de Kuhzersee (depuis 1430) dans la province (Landkreis) de Templin, de Bertikow (depuis 1473) dans la province de Angermünde, de Bietikow (depuis 1486) et de Woddower Heide (depuis 1761) dans la province de Prenzlau. Ce n’est donc pas sans raison qu’il fut en 1921 membre de l’Office de démantèlement des domaines familiaux (Auflösungsamt für Familiengüter) à Berlin.
Il siégea au Reichsrat, en tant que membre suppléant de 1926 à 1928, et en tant que membre ordinaire de 1928 à 1930. Il était, pour l'association des anciens combattants du front Stahlhelm, chef de la section provinciale de Templin.
Il était en outre membre du Sénat des hauts-dirigeants de l'Église protestante de l'Union prussienne (Kirchensenat der Evangelischen Kirche der altpreußischen Union), président de l’Association des patrons des églises protestantes de la marche de Brandebourg (Verband der Patrone der Evangelischen Kirchen in der Mark Brandenburg) et président de l’Assemblée du synode confessant de l’Église protestante allemande. Enfin, de 1932 jusqu’à novembre 1933, il siégea au Reichstag pour le Deutschnationale Volkspartei (DNVP), et était Commandeur de l’ordre protestant de Saint-Jean (Evangelischer Johanniterorden).
Arnim épousa en juin 1903, dans son domaine de Züsedom, une sienne lointaine parente, Bertha von Arnim (Züsedom, 1883 ― Berlin, 1946), fille du chambellan royal prussien Karl von Arnim (1846-1913), représentant de la petite noblesse prussienne et membre de la Maison prussienne des députés, et de Sophie Gräfin von Schwerin (1851-1933), issue de la maison Göhren.
Arnim résidait en qualité de Fideikommissherr dans le château de Kröchlendorff, érigé en 1848 au sud-ouest de Prenzlau, dans l'Uckermark, par son grand-père Oskar von Arnim, selon les plans livrés par le célèbre architecte berlinois Eduard Knoblauch, mais dut s’enfuir durant l’hiver 1944/1945 devant l’avancée de l’armée rouge. Le château fut exproprié par les soviétiques le 27 mai 1945.